# Круцини
Круцини (Хрест, Хрест III, Круцжин, Крушина, Тріумф) — шляхетський герб, різновид герба Хрест.

## Опис герба
Опис згідно з класичними правилами блазонування:
У червоному полі під золотим лицарським хрестом срібна шестикутна зірка. Клейнод — лицарський хрест золотий. Намет червоний, підбитий золотом.

## Найбільш ранні згадки
Герб згаданий вперше Каспером Несецьким, але тільки з ім'ям, без опису. Опис вперше зустрічається у Петра Наленч-Малаховського в Наборі прізвищ знаті, але автор в пості, присвяченому герба Круцин описує кілька різних, таких гребенів у цьому Круцина, Круцина (Долевські), Ґржибовські, Скоробагаті. Малюнок і опис герба розміщений у гербовнику Юліуша Карла Островського, під іменем Хрест III.

## Роди
Тадеуш Гайль перераховує такі роди, що мають право на герб Круцини:
31 рідпол. Dalecki, Dalewski, Dolewski, Gembarzewski, Gembarzowski, Jęzor, Isiora, Kasztulski, Korniakt, Kosztulski, Kruszyna, Krzyżanowski, Kulczycki, Nawrot, Onichin, Onychin, Pietrowicz, Pitschman, Reisner, Rejsner, Sebastjanowicz, Skorobohaty, Szczepkowski, Sztokajło, Świentopełk, Wojszko, Wrzerzewski, Wrzeżewski, Wyszatrawka, Wyszetrawka, Wyszotrawka
(укр. Далецькі, Далевські, Долевські, Ґембаржевські, Ґембаржовські, Єнзори, Ісіори, Каштульські, Корнякти, Коштульські, Крушини, Кржижановські, Кульчицькі, Навроти, Оніхіни, Онихіни, Петровичі, Пічмани, Рейзнери, Себастьяновичі, Скоробогаті, Щепковські, Штокайли, Свентопелки, Войшки, Вржержевські, Вржежевські, Вишатравки, Вішетравки, Вишотравки)
Слід звернути увагу, що через велику кількість гербів з аналогічною назвою і аналогічними іменами, частина поширених тут прізвищ може по суті вживати інший герб, тим паче, що в деяких історичних джерелах не робилося відмінності між аналогічними гербами. Так і у випадку з Насецьким, який за родом Корняктів визнає герб з назвою Круцини, а в Далевських герб називається Хрест. Оскільки автор не помістив малюнків чи описів гербів Корняктів і Далевських, на підставі самого лише Насецького можна визначити, що обидва роди використовували подібні герби. Це помилка, оскільки герб Корняктів Круцина походив з нобілітації, тобто, належав одній родині.